# Bảo An (phường)
Bảo An là một phường thuộc tỉnh Khánh Hòa, Việt Nam.

## Địa lý
Phường Bảo An có ranh giới với các xã, phường:
- Phía Đông giáp phường Ninh Chử và Phan Rang.
- Phía Tây giáp phường Đô Vinh và xã Phước Hậu.
- Phía Bắc giáp xã Xuân Hải.
- Phía Nam giáp xã Ninh Phước.

Phường có diện tích 18,46 km², dân số năm 2025 là 45.995 người, mật độ dân số đạt 2.492 người/km².

## Lịch sử
Dưới thời Việt Nam Cộng hòa, Bảo An là một thôn thuộc xã An Sơn, quận Bửu Sơn, tỉnh Ninh Thuận.
Sau năm 1975, thôn Bảo An được chuyển thành phường Bảo An thuộc thị xã Phan Rang, tỉnh Thuận Hải.
Ngày 27 tháng 4 năm 1977, Hội đồng Chính phủ ban hành Quyết định 124-CP. Theo đó:
- Giải thể thị xã Phan Rang
- Sáp nhập 3 phường Đô Vinh, Bảo An và Phước Mỹ thuộc thị xã Phan Rang vào huyện An Sơn mới thành lập để thành lập thị trấn Tháp Chàm, thị trấn huyện lỵ huyện An Sơn.

Ngày 1 tháng 9 năm 1981, Hội đồng Bộ trưởng ban hành Quyết định 45-HĐBT. Theo đó, tái lập thị xã Phan Rang với tên gọi mới là thị xã Phan Rang – Tháp Chàm, đồng thời tái lập phường Bảo An.
Ngày 25 tháng 12 năm 2001, Chính phủ ban hành Nghị định 99/2001/NĐ-CP. Theo đó, điều chỉnh 87,56 ha diện tích tự nhiên và 1.755 người của phường Phước Mỹ về phường Bảo An quản lý.
Sau khi điều chỉnh địa giới hành chính, phường Bảo An có 321,87 ha diện tích tự nhiên và 10.027 người.
Ngày 16 tháng 6 năm 2025, Ủy ban Thường vụ Quốc hội ban hành Nghị quyết số 1667/NQ-UBTVQH15 về việc sắp xếp các đơn vị hành chính cấp xã của tỉnh Khánh Hòa năm 2025 (nghị quyết có hiệu lực từ ngày 16 tháng 6 năm 2025). Trong đó, sáp nhập phường Phước Mỹ, xã Thành Hải vào phường Bảo An.